# العلاقات النيجرية الموزمبيقية
العلاقات النيجرية الموزمبيقية هي العلاقات الثنائية التي تجمع بين النيجر وموزمبيق.

## مقارنة بين البلدين
هذه مقارنة عامة ومرجعية للدولتين:
| وجه المقارنة                                              | النيجر          | موزمبيق          |
| --------------------------------------------------------- | --------------- | ---------------- |
| المساحة (كم2)                                             | 1.27 مليون      | 801.59 ألف       |
| عدد السكان (نسمة)                                         | 21.48 مليون     | 29.67 مليون      |
| الكثافة السكانية (ن./كم²)                                 | 16.91           | 37.01            |
| العاصمة                                                   | نيامي           | مابوتو           |
| اللغة الرسمية                                             | لغة فرنسية      | اللغة البرتغالية |
| العملة                                                    | فرنك غرب أفريقي | متكال موزمبيقي   |
| الناتج المحلي الإجمالي (بليون دولار)                      | 8.12 مليار      | 12.33 مليار      |
| الناتج المحلي الإجمالي (تعادل القوة الشرائية) بليون دولار | 19.01 مليار     | 33.35 مليار      |
| الناتج المحلي الإجمالي الاسمي للفرد دولار أمريكي          | 358             | 529              |
| الناتج المحلي الإجمالي للفرد دولار أمريكي                 | 938             | 1.13 ألف         |
| مؤشر التنمية البشرية                                      | 0.348           | 0.416            |
| رمز المكالمات الدولي                                      | +227            | +258             |
| رمز الإنترنت                                              | .ne             | .mz              |
| المنطقة الزمنية                                           | ت ع م+01:00     | ت ع م+02:00      |

## منظمات دولية مشتركة
يشترك البلدان في عضوية مجموعة من المنظمات الدولية، منها:
| علم المنظمة | اسم المنظمة                                 | تاريخ انضمام النيجر | تاريخ انضمام موزمبيق |
| ----------- | ------------------------------------------- | ------------------- | -------------------- |
|             | منظمة التجارة العالمية                      | ?                   | ?                    |
|             | الاتحاد الأفريقي                            | ?                   | ?                    |
|             | الأمم المتحدة                               | 20 سبتمبر 1960      | 16 سبتمبر 1975       |
|             | مجموعة دول أفريقيا والكاريبي والمحيط الهادئ | ?                   | ?                    |
|             | الاتحاد الدولي للاتصالات                    | 14 نوفمبر 1960      | 4 نوفمبر 1975        |
|             | منظمة التعاون الإسلامي                      | ?                   | ?                    |
|             | يونسكو                                      | 10 نوفمبر 1960      | 11 أكتوبر 1976       |
|             | الاتحاد البريدي العالمي                     | ?                   | ?                    |
|             | مؤسسة التنمية الدولية                       | 24 أبريل 1963       | 24 سبتمبر 1984       |
|             | منظمة حظر الأسلحة الكيميائية                | ?                   | ?                    |
|             | وكالة ضمان الاستثمار متعدد الأطراف          | 10 مايو 2012        | 23 نوفمبر 1994       |
|             | منظمة الشرطة الجنائية الدولية               | ?                   | ?                    |
|             | مؤسسة التمويل الدولية                       | 7 يناير 1980        | 24 سبتمبر 1984       |
|             | البنك الدولي للإنشاء والتعمير               | 24 أبريل 1963       | 24 سبتمبر 1984       |
|             | البنك الإفريقي للتنمية                      | ?                   | ?                    |
|             | المركز الدولي لتسوية المنازعات الاستشارية   | 14 ديسمبر 1966      | 7 يوليو 1995         |

## وصلات خارجية
- موقع وزارة الخارجية الموزمبيقية